# Ellen Hillingsø
Ellen Gunilla Hillingsø (Kopenhagen, 9 maart 1967) is een Deense toneel-, film- en tv-actrice en stemactrice.

## Biografie
Ellen Hillingsø werd geboren in Kopenhagen als dochter van generaal Kjeld Hillingsø. 
Hillingsø begon in 1985 met acteren in de film Yellow Pagesl Zij studeerde in 1994 af aan de toneelopleiding van het Århus Teater in Aarhus. Hierna speelde zij meer rollen in films en televisieseries. Naast het acteren voor theater, film en televisie is zij stemactrice in animatiefilms en -series en luisterboeken.
Hillingsø heeft met haar echtgenoot Christoffer Castenskiold twee kinderen. Als petekind van Margrethe II van Denemarken is ze nauw bevriend met de leden van het Deens koningshuis. 

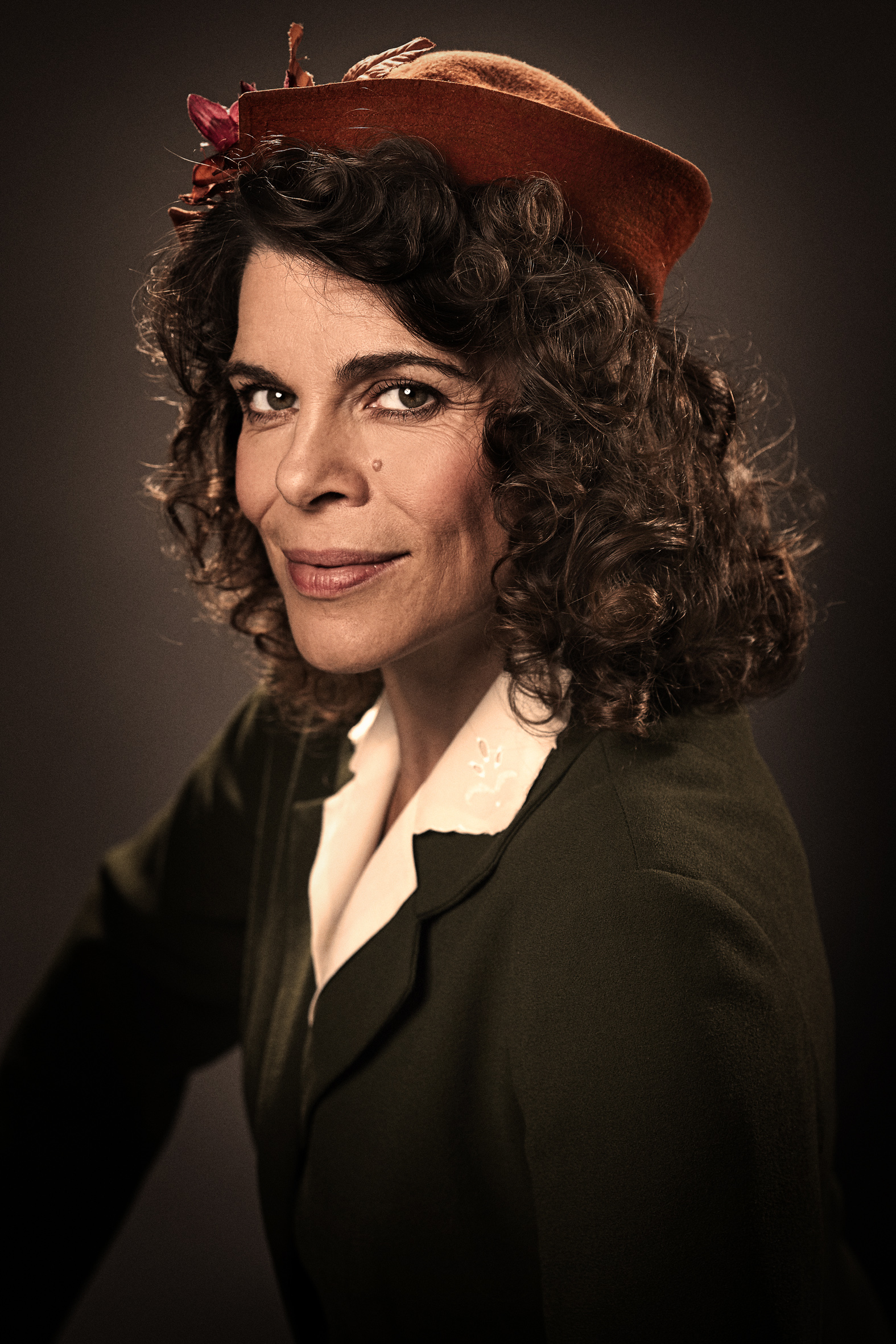
Ellen Hillingsø in 2016

## Filmografie

### Bioscoopfilms
Uitgezonderd korte films.
- 2022 Hvidstengruppen II - De efterladte - als Monica Emily Wichfeld
- 2016 Kærlighed og andre katastrofer - als Sonja
- 2014 Lulu - als Sophia
- 2013 Player - als Marianne
- 2010 Eksperimentet - als Gert
- 2010 Karla og Jonas - als Rikke
- 2009 Over gaden under vandet - als Bente
- 2009 Karla og Katrine - als Rikke
- 2007 Karlas kabale - als Rikke
- 2007 Cykelmyggen og dansemyggen - als Dronning Flora (stem)
- 2007 Anja og Viktor - brændende kærlighed - als La Cour
- 2006 Sprængfarlig bombe - als Tanja
- 2005 Den rette ånd - als Lone
- 2005 Allegro - als Clara
- 2005 Opbrud - als Hannah
- 2004 Silkevejen - als Christine
- 2002 Drengen der ville gøre det umulige - als de zee / tante van beer (stemmen)
- 2001 Olsen Banden Junior - als dr. Rakowski
- 2001 En kort en lang - als Anne
- 2001 Jolly Roger - als Mor
- 2000 Absolut Holberg - als Marthe
- 2000 Flænset - als 'Stemme' Konen (stem)
- 1999 Klinkevals - als Syngepige
- 1999 Mifunes sidste sang - als Lykke
- 1997 Sekten - als Anne
- 1996 Krystalbarnet - als receptioniste
- 1995 Underholdningschefen - als ??
- 1989 En verden til forskel - als ??
- 1988 Huller i suppen - als ??
- 1985 Yellow Pages - als Alicia

### Televisieseries
Uitgezonderd eenmalige gastrollen.
- 2024 Kald mig far - als Helle - 6 afl.
- 2023 Oxen - als Frigg Mossman - 6 afl.
- 2022 Tinka og sjælens spejl - als Ingi - 24 afl.
- 2022 Dopamin - als Anette - 8 afl.
- 2021 Skal vi Lege? - als verteller (stem) - 8 afl.
- 2012-2020 Rita - als Helle - 28 afl.
- 2018-2020 Advokaten - als Magdalena Dahlerup - 12 afl.
- 2020 Store Lars - als Ellen - 3 afl.
- 2019 Tinka og kongespillet - als Ingi - 24 afl.
- 2017 Tinkas juleeventyr - als Ingi - 24 afl.
- 2017 Nipskanalen - als Ellen - 2 afl.
- 2015 Mens vi presser citronen - als Lotte - 5 afl.
- 2015 Hjørdis - als Helle Uggerby - 4 afl.
- 2011 The Bridge (Brogen / Bron) - als Charlotte Söringer - 5 afl.
- 2011 Livvagterne (The Protectors) - als Benedikte 'Tønne' Tønnesen - 20 afl.
- 2009 Pagten - als Fortæller - 24 afl.
- 2007 Anna Pihl - als Michelle Borch - 2 afl.
- 2006 Absalons hemmelighed - als Benedikte Berggren - 24 afl.
- 2003 Nikolaj og Julie - als Kim - 7 afl.
- 2002 Hvor svært kan det være - als Birdie - 10 afl.
- 1996 Charlot og Charlotte - als Charlot - 4 afl.

- Gemeinsame Normdatei: 1047019582
- International Standard Name Identifier: 0000 0003 7249 3847
- Library of Congress Control Number: no2017033957
- Virtual International Authority File: 306324773
- WorldCat: E39PBJbWtWjkQGpTbx4dfMR7pP